# Чучкин, Глеб Владимирович

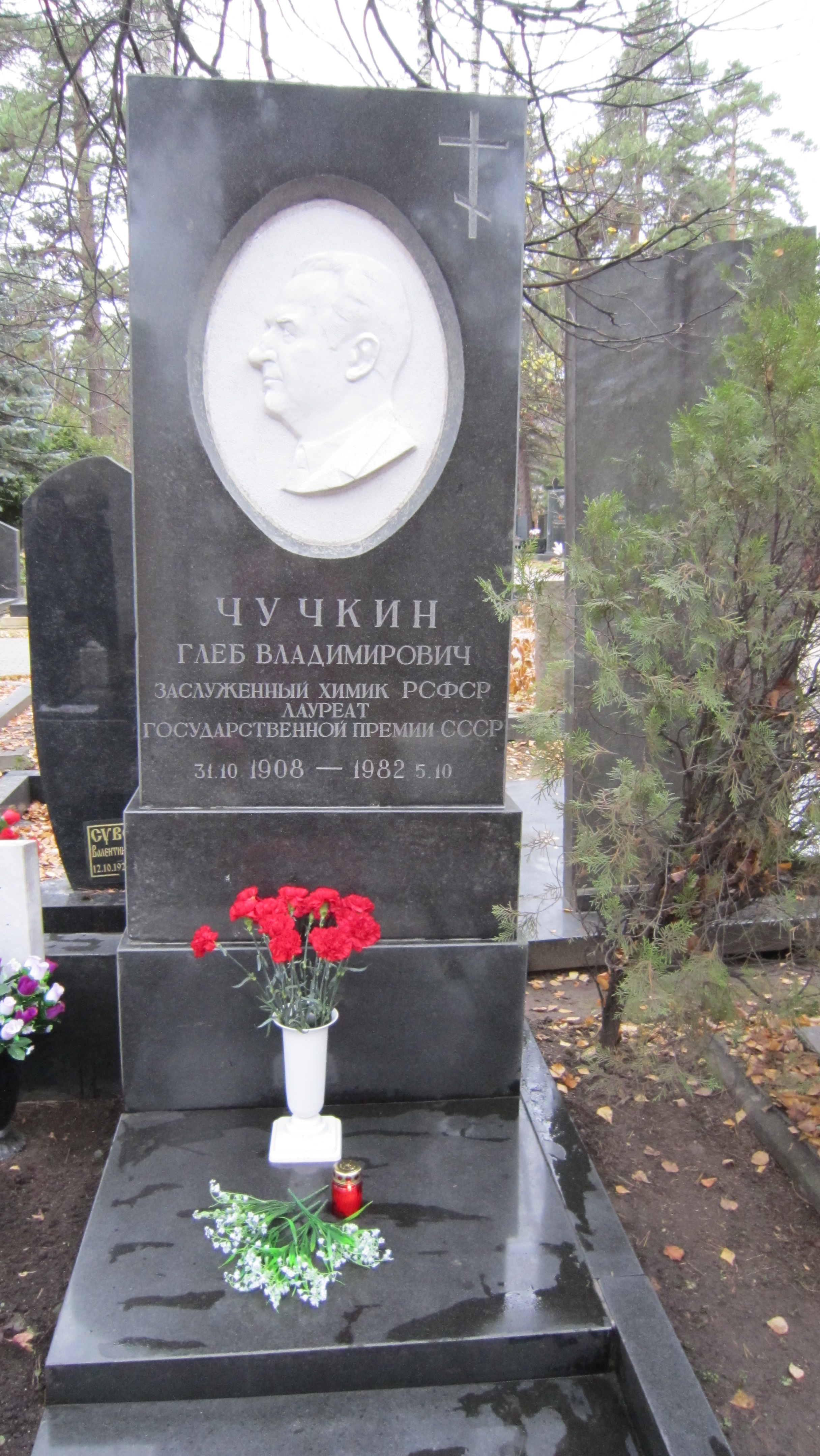
Могила Чучкина Глеба Владимировича

Глеб Владимирович Чучкин (1908—1982) — советский государственный деятель, видный организатор химической промышленности, лауреат Государственной премии СССР, Заслуженный химик РСФСР.

## Биография
Родился 31 октября 1908 года в Москве в семье военного врача, статского советника Владимира Алексеевича Чучкина (1857—1938) и Елизаветы Анатольевны Чучкиной (урожденная Гулевич) (1867—1937). Похоронены в Москве на Новодевичьем кладбище.
Трудовую деятельность начал в 1926 году препаратором МОКЕПС АН СССР (г. Москва). В то же время поступил на химический факультет в Московское высшее техническое училище, где учился у крупного учёного химика-органика, профессора А. Е. Чичибабина.
После окончания 3-го курса МВТУ в 1929 году по комсомольской путевке был направлен в г. Чимкент на Химфармзавод им. Дзержинского в качестве мастера, затем назначен на должность заместителя начальника цеха, заместителя директора завода.
С 1932 года — начальник цеха Дорогомиловского химического завода им. Фрунзе в Москве.
В 1936—1939 годы — заместитель главного инженера, директор ЦНИЛа «Металлохимзащиты» Главхиммаша (г. Москва).
С 1939 года — заместитель начальника секретариата Наркомхимпрома СССР.
В годы Великой Отечественной войны Глеб Владимирович — заместитель директора, а с 1943 года — директор Березниковского химического завода.
В 1947 году был назначен начальником 3-го Главного управления Министерства химической промышленности СССР, а с 1959 года — управляющим, затем начальником треста «Союзреактив» Госкомитета Совета Министров СССР по химии.
В 1965 году назначается на должность старшего референта, затем в 1967 году — заместителя начальника отдела, с 1974 года — начальника отдела, с 1982 года — заместителя председателя Комиссии Президиума Совета Министров СССР по военно-промышленным вопросам.
Как отмечается в книге Л. А. Костандова и Н. М. Жаворонкова:

Глеб Владимирович Чучкин 1908—1982. Заслуженный химик РСФСР. Прошёл путь от лаборанта до директора Березниковского химического завода. В 1947—1964 гг. начальник ряда главных управлений Минхимпрома СССР. С 1965 г. до конца жизни находился на ответственной работе в аппарате Совета Министров СССР.
За заслуги в области химической промышленности Указом Президиума Верховного Совета РСФСР присвоено почетное звание "Заслуженный химик РСФСР".
За разработку, изучение и внедрение отечественного бензодиазепинового транквилизатора феназепама Постановлением ЦК КПСС и Совета Министров СССР присуждена Государственная премия СССР (1980 г. № 08915 — «За работу в области медицины»).
Умер 5 октября 1982 года. Похоронен в Москве на Кунцевском кладбище (участок № 10).

## Награды и премии
- орден Октябрьской Революции
- четыре ордена Трудового Красного Знамени
- два ордена «Знак Почёта»
- медали
- Государственная премия СССР
- Заслуженный химик РСФСР
- Почётный химик СССР